# Wilczyce (województwo świętokrzyskie)
Wilczyce – wieś w Polsce, położona w województwie świętokrzyskim, w powiecie sandomierskim, w gminie Wilczyce. Leży nad rzeką Opatówką. Siedziba gminy Wilczyce.
W latach 1975–1998 Wilczyce należały administracyjnie do województwa tarnobrzeskiego.
Prywatna wieś szlachecka położona była w drugiej połowie XVI wieku w powiecie sandomierskim województwa sandomierskiego. 
Historycznie położone są w Małopolsce, w ziemi sandomierskiej.

## Integralne części wsi
| SIMC    | Nazwa      | Rodzaj    |
| ------- | ---------- | --------- |
| 0809693 | Felinów    | część wsi |
| 0809701 | Ostra Góra | część wsi |
| 0809718 | Podłącze   | część wsi |
| 0809724 | Sachalin   | część wsi |

## Odkrycia archeologiczne w Wilczycach

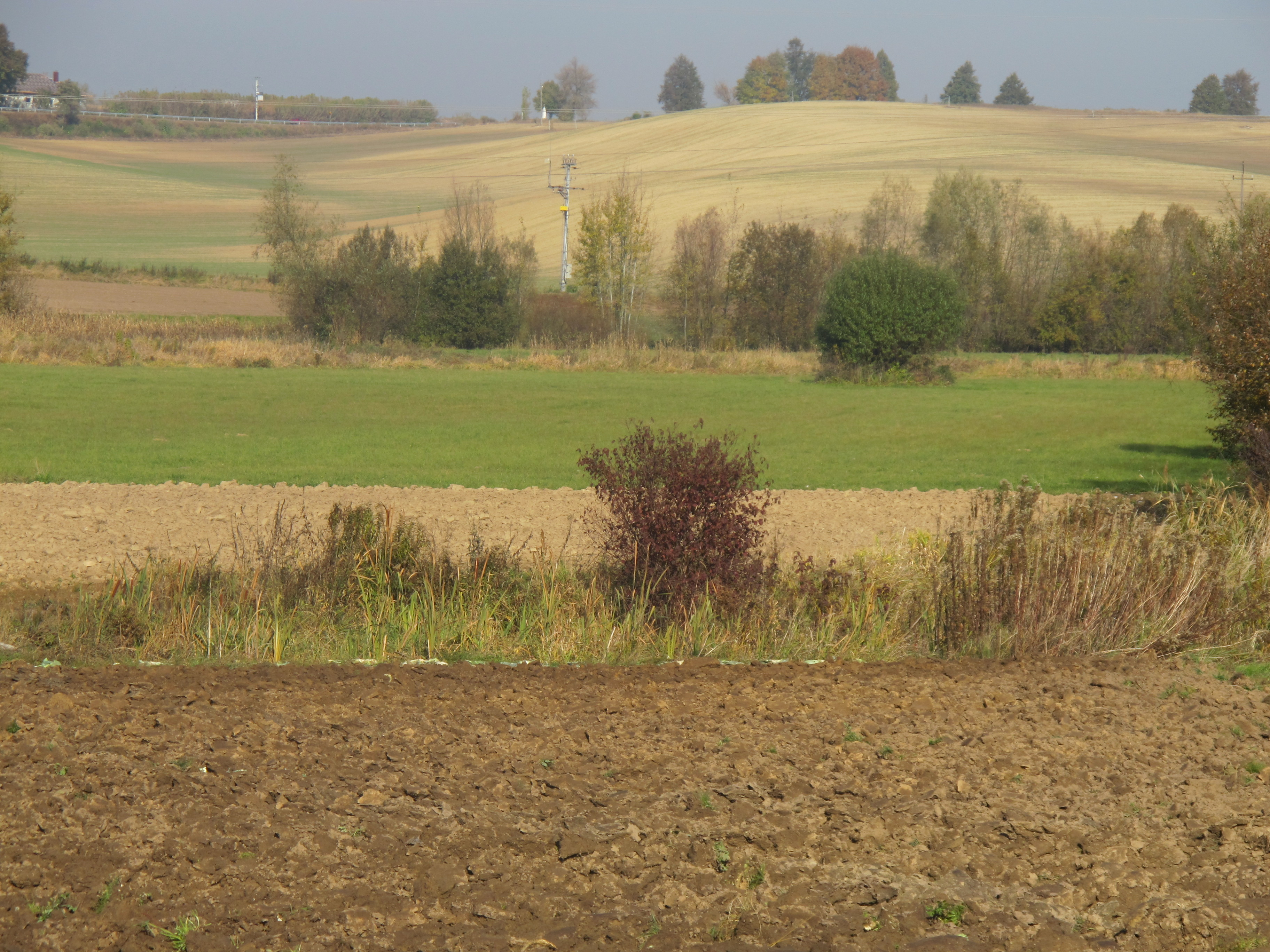
Widok na wzgórze lessowe z magdaleńskim stanowiskiem archeologicznym z dna doliny Opatówki

W 1994 roku w strefie kulminacji lessowego wzgórza  rozdzielającego dolinę Opatówki od bocznej doliny, w której zlokalizowane są Wilczyce odkryto pozostałości obozowiska paleolitycznych łowców. Stanowisko jest przypisywane kulturze magdaleńskiej i datowane na 15 000 – 16 000 lat temu. W obrębie pseudomorfozy klina lodowego znaleziono m.in. liczne narzędzia kamienne i kościane, oprawy z kości, naszyjnik z ponad stu przewierconych kłów lisa polarnego oraz kościaną pałeczkę zdobioną poprzecznymi rytami. Na szczególną uwagę zasługują wykonane z krzemienia lub kości symboliczne figurki kobiet. Stanowisko w Wilczycach jest jednym z najbogatszych stanowisk kultury magdaleńskiej w Polsce. Ekipą archeologiczną kierowała dr Hanna Kowalewska-Marszałek (1994), a następnie dr Jan Fiedorczuk z Instytutu Archeologii i Etnologii Polskiej Akademii Nauk. Całość wyników badań zestawił prof. dr hab. Romuald Schild współpracując z wieloosobowym, interdyscyplinarnym zespołem badawczym. Wyniki badań zostały opublikowane w monografii "Wilczyce. A Late Magdalenian Winter Hunting camp in Southern Poland".

## Sport
W Wilczycach działa klub piłki nożnej, Huragan Wilczyce, występujący obecnie (sezon 2019/20) w B klasie, będącej ósmą, pod względem ważności, klasą męskich ligowych rozgrywek piłkarskich w Polsce. 